# Lehesten (Thüringer Wald)
Lehesten ist eine Berg- und Schieferstadt im Landkreis Saalfeld-Rudolstadt in Thüringen. Die Stadt gehört zur Verwaltungsgemeinschaft Schiefergebirge, die ihren Verwaltungssitz in der Gemeinde Probstzella hat. Lehesten hat ein  geschlossenes Stadtbild. Die Häuser sind mit  Schiefer verkleidet und gedeckt.

## Geografie
Lehesten liegt im südöstlichen Teil des Thüringer Waldes, dem Thüringer Schiefergebirge, direkt am Rennsteig.

### Nachbargemeinden
Lehesten grenzt im Westen an Ludwigsstadt, im Süden an Teuschnitz, Reichenbach und Tschirn, im Osten an Wurzbach und im Norden an Probstzella.

### Stadtgliederung
Zur Stadt gehören die Ortsteile Brennersgrün, Röttersdorf und Schmiedebach mit der Siedlung Bärenstein.

## Geschichte
Die „Kantors-Insel“ ist eine mittelalterliche Burgstelle einen Kilometer nördlich von Lehesten, kurz vor dem Abzweig nach Schmiedebach. Am oberen Ausgang des Wiesentals hat sich ein kleiner Ringwall erhalten. Der Graben um diese Fläche ist erhalten und der Wall noch zu erkennen. Es war wohl ein Herrensitz.
Erstmals wurde Lehesten 1071 urkundlich erwähnt. Das Dorf gehörte im Mittelalter zur Benediktinerabtei Saalfeld. Ab Mitte des 17. Jahrhunderts entwickelte sich der Ort mit seiner Lage an der Straße von Kronach nach Pößneck zur Stadt. Ab 1651 ist ein aus einem Bürgermeister und drei Beisitzern bestehender Rat nachgewiesen.
Im Jahr 1911 wurde in Lehesten im Friedrichsbruch die Deutsche Fachschule für das Dachdeckerhandwerk gegründet.
Im „Fröhlichen Tal“ beim heutigen Stadtteil Schmiedebach wurden im Zweiten Weltkrieg Triebwerke für die V2-Rakete von bis zu 1227 Kriegsgefangenen gebaut und getestet. Wenn Zwangsarbeiter durch die unmenschlichen Lebensbedingungen starben oder erkrankten, wurde die Belegung durch Neuzugänge aus dem KZ Buchenwald oder von Stammlagern aufgefüllt. Zu den 603 nachgewiesenen Todesopfern kamen mindestens tausend weitere Häftlinge, die in die KZ Bergen-Belsen und Dora-Mittelbau deportiert worden waren. Auf den Evakuierungsmärschen im April 1945 starben zahlreiche weitere Häftlinge. Seit 1956 erinnert an die Tragödie ein zuerst errichteter Gedenkstein und seit 1979 eine Gedenkstätte, die seit 1989 schrittweise umgebaut wurde.
Zu einer Namensänderung kam es am 1. Mai 1992, als sich die Stadt von Lehesten/Thür. Wald in Lehesten umbenannte.
Zum 22. Januar 1994 wurde die Gemeinde Brennersgrün eingemeindet. Zum 6. April 1994 folgten die Gemeinden Schmiedebach und Röttersdorf.

## Politik

### Stadtrat
- BN: 4
- FW-UBL: 1
- BI: 4
- AfD: 3

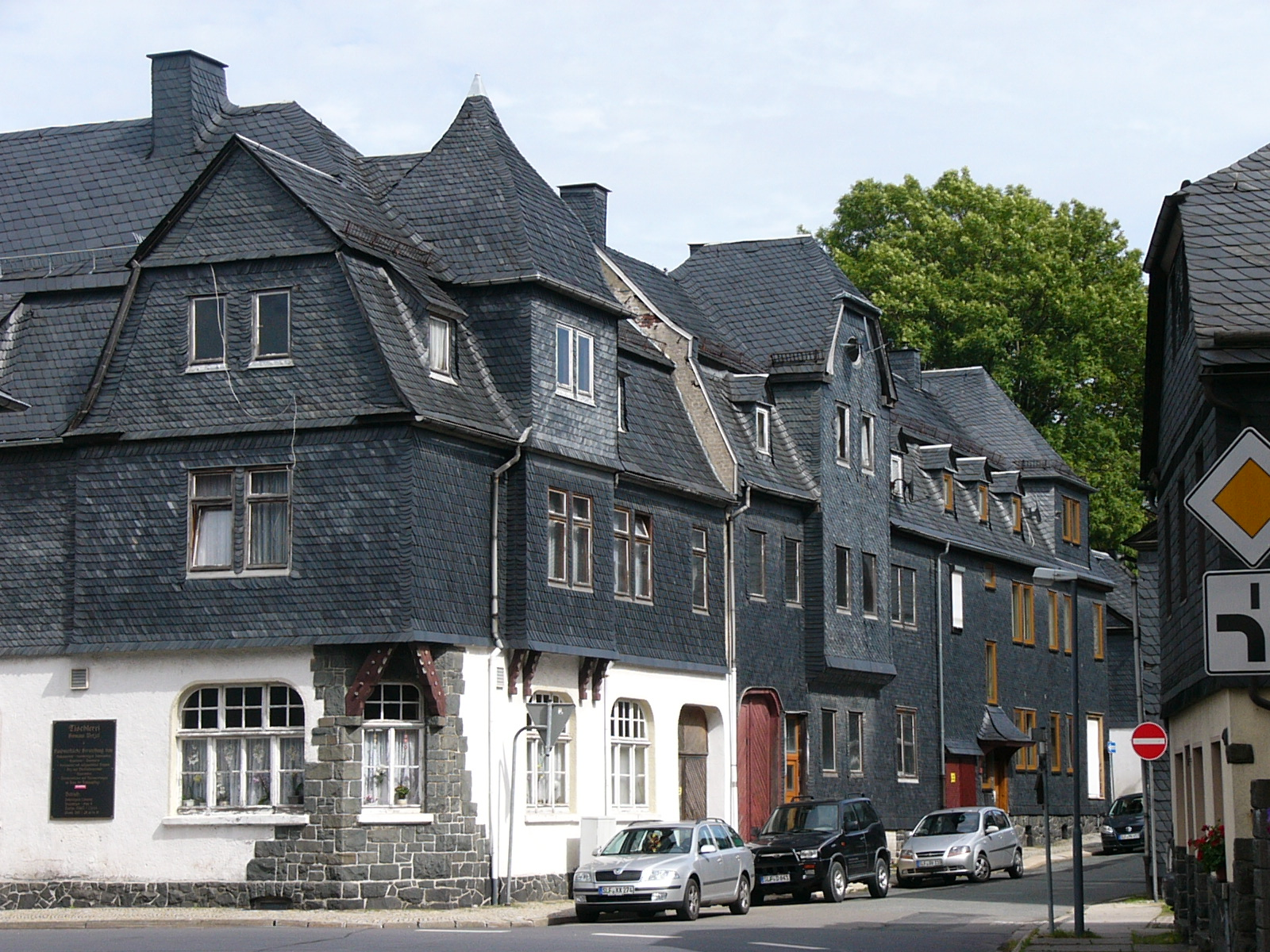
Obere Marktstraße

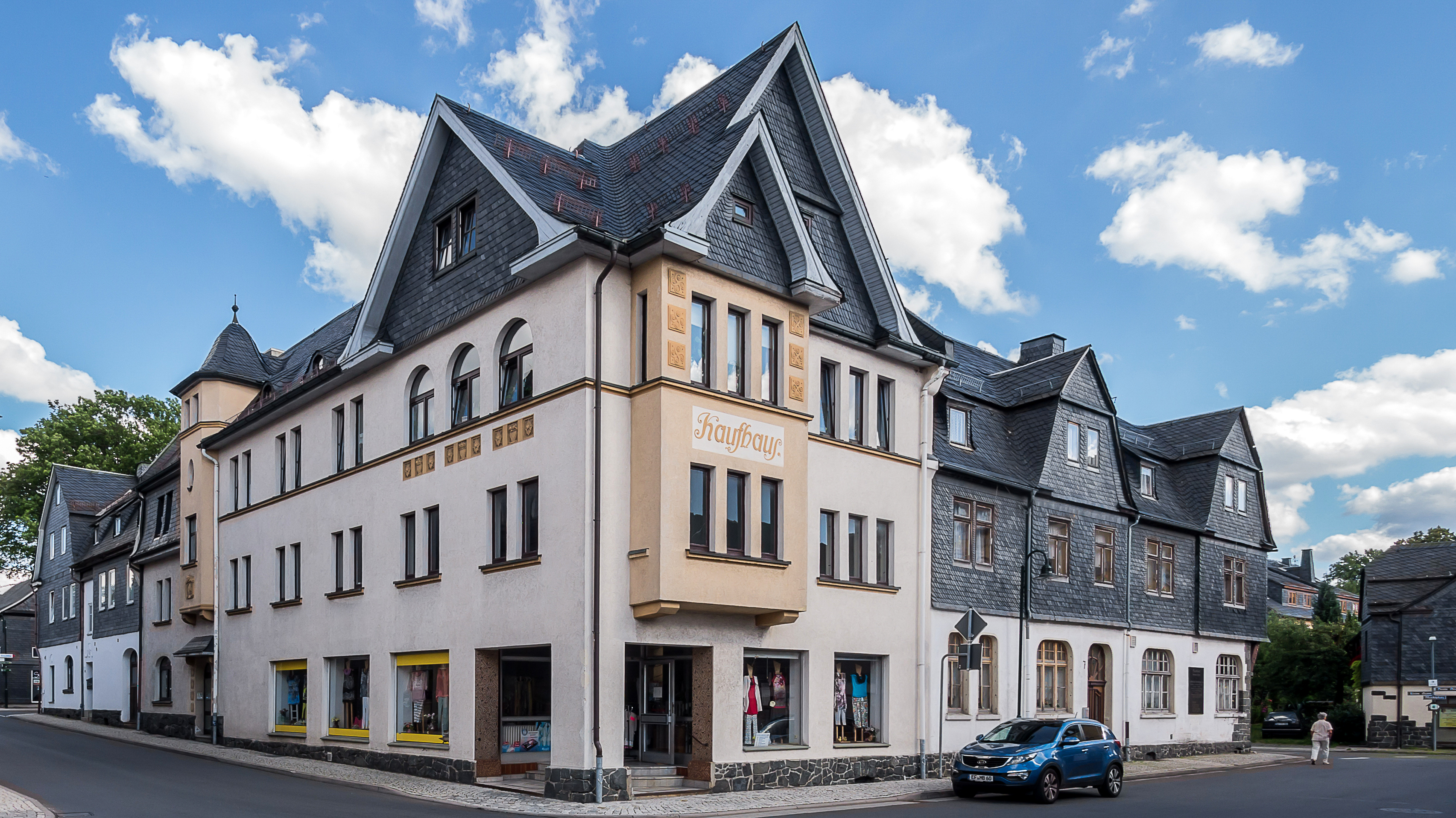
Obere Marktstraße mit Kaufhaus

Der Rat der Stadt Lehesten besteht aus zwölf Gemeinderäten. Die Kommunalwahl am 26. Mai 2024 führte zu folgendem Ergebnis (mit Vergleich zu 2019):
| Partei / Liste                                | Sitze  | Stimmenanteil | Ergebnis 2019   |
| Bürgernah (BN)                                | 4      | 36,24,9 %     | 5 Sitze, 46,0 % |
| Bürgerinitiative Lehesten (BI)                | 4      | 36,2 %        | 4 Sitze, 30,1 % |
| Alternative für Deutschland (AfD)             | 3      | 21,4 %        | 1 Sitz , 11,5 % |
| Sozialdemokratische Partei Deutschlands (SPD) | 0      | 02,5 %        | 1 Sitz , 06,5 % |
| Freie Wähler                                  | 1      | 05,0 %        | 1 Sitz , 05,9 % |
| Wahlbeteiligung                               | 55,6 % | 55,6 %        | 54,9 %          |

### Bürgermeister
Die ehrenamtliche Bürgermeisterin Nicole Vockeroth wurde am 7. November 2021 gewählt und trat ihr Amt am 3. Februar 2022 an. Sie folgt auf René Bredow, der das Bürgermeisteramt seit 31. Januar 2016 innehatte und nicht wieder zur Wahl angetreten war.

### Wappen
Blasonierung: „In Gold eine stilisierte bewurzelte grüne Tanne.“

## Kultur und Sehenswürdigkeiten

### Museen

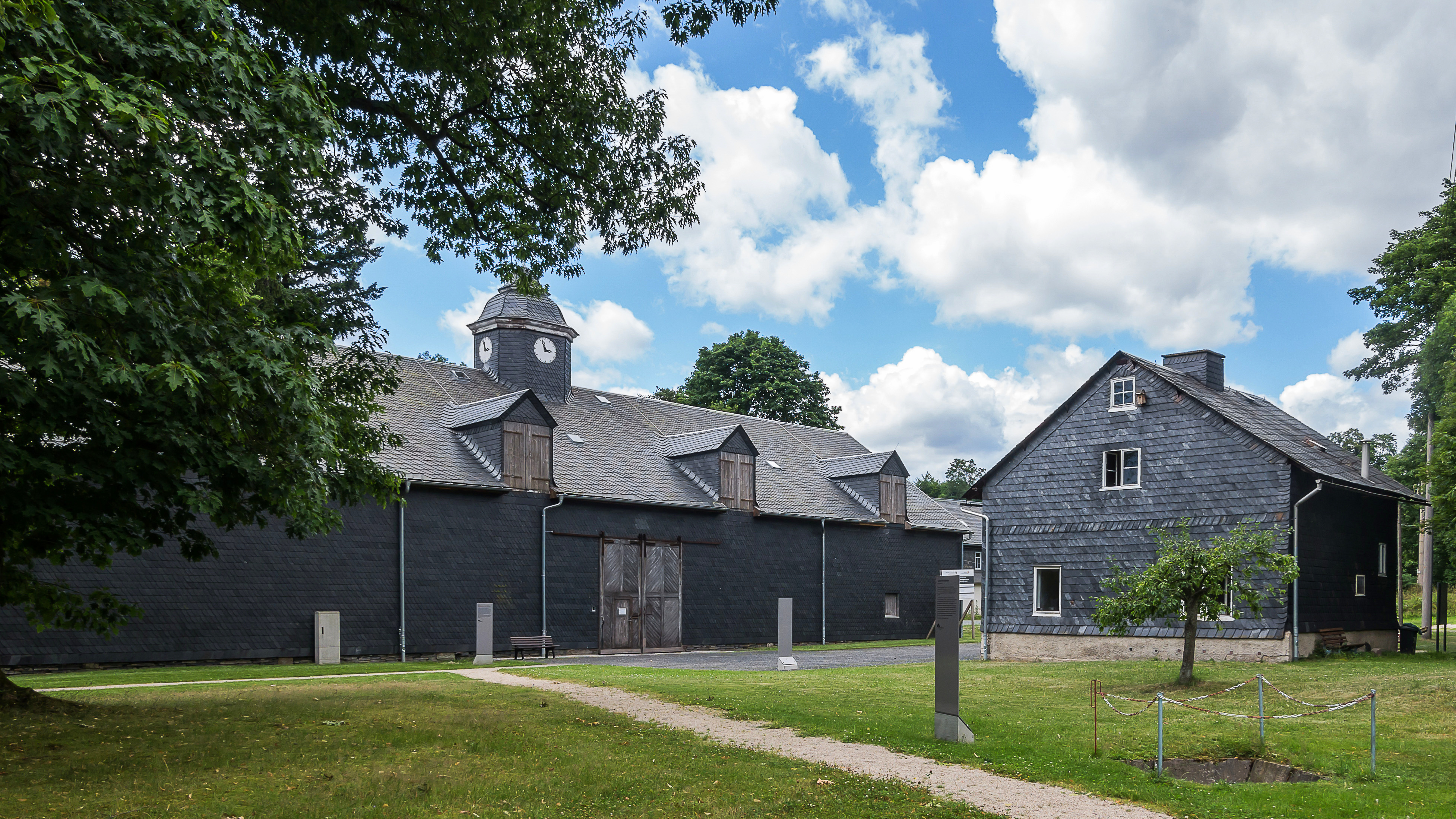
KZ-Gedenkstätte Laura

- Technisches Denkmal Historischer Schieferbergbau / Schieferpark Lehesten
- KZ-Gedenkstätte Laura (Fröhliches Tal), Außenlager des KZ Buchenwald

### Naturdenkmäler
Etwa vier Kilometer südlich von Lehesten befindet sich der Wetzstein, der zweithöchste Berg des Frankenwaldes. Etwas unterhalb des Gipfels wurde in den Jahren 2000–2004 der Altvaterturm erbaut. Eine der alten Schiefergruben etwa einen Kilometer südlich von Lehesten im Naturschutzgebiet Staatsbruch ist mit Wasser vollgelaufen und bildet eine Badegelegenheit mit klarem und erfrischendem Wasser im Hochsommer, das durch die Schiefer erwärmt wird. Das Wasser sollte aufgrund des Alaungehaltes nicht getrunken werden.

### Bauwerke

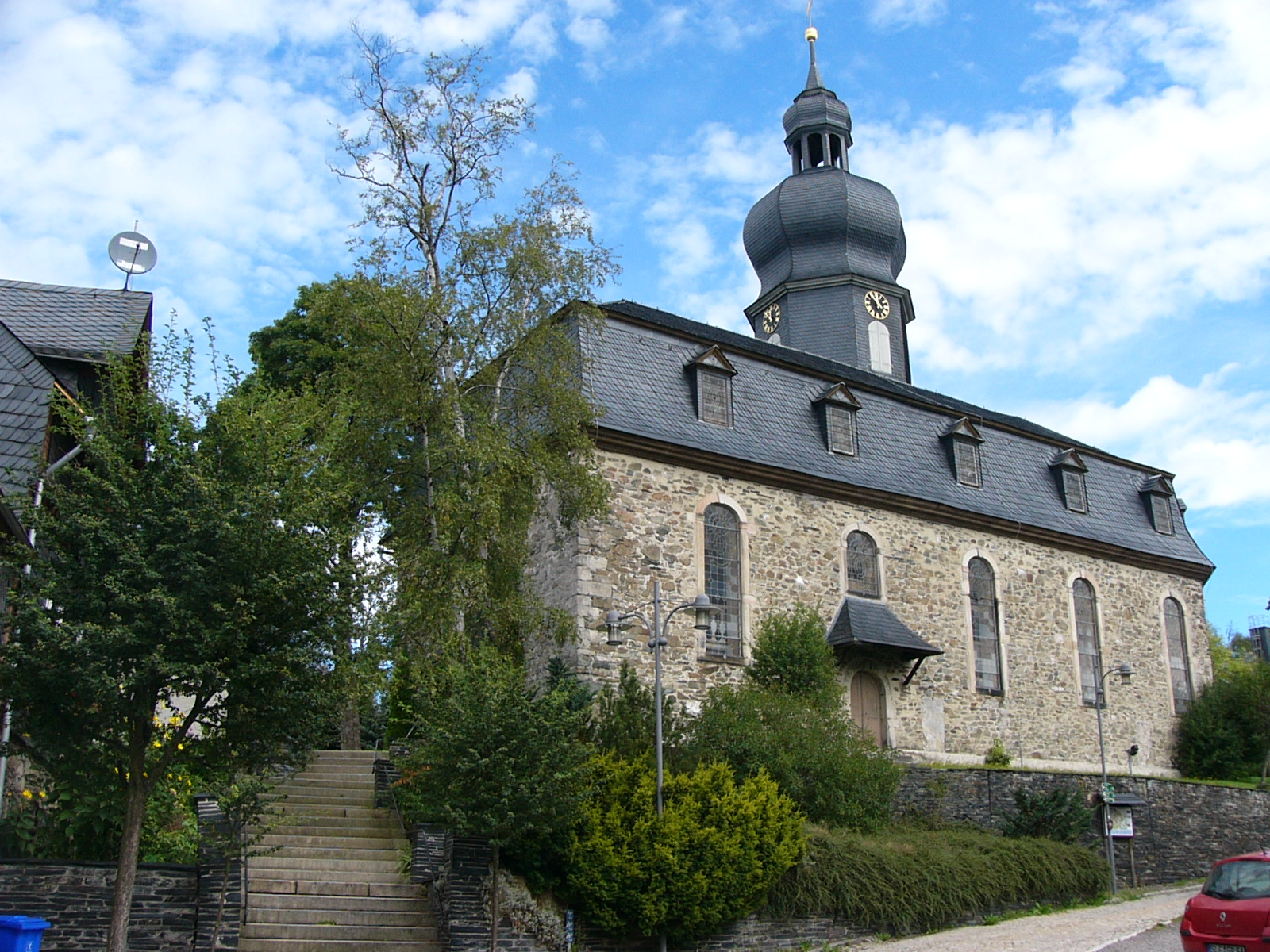
St. Aegidien in Lehesten

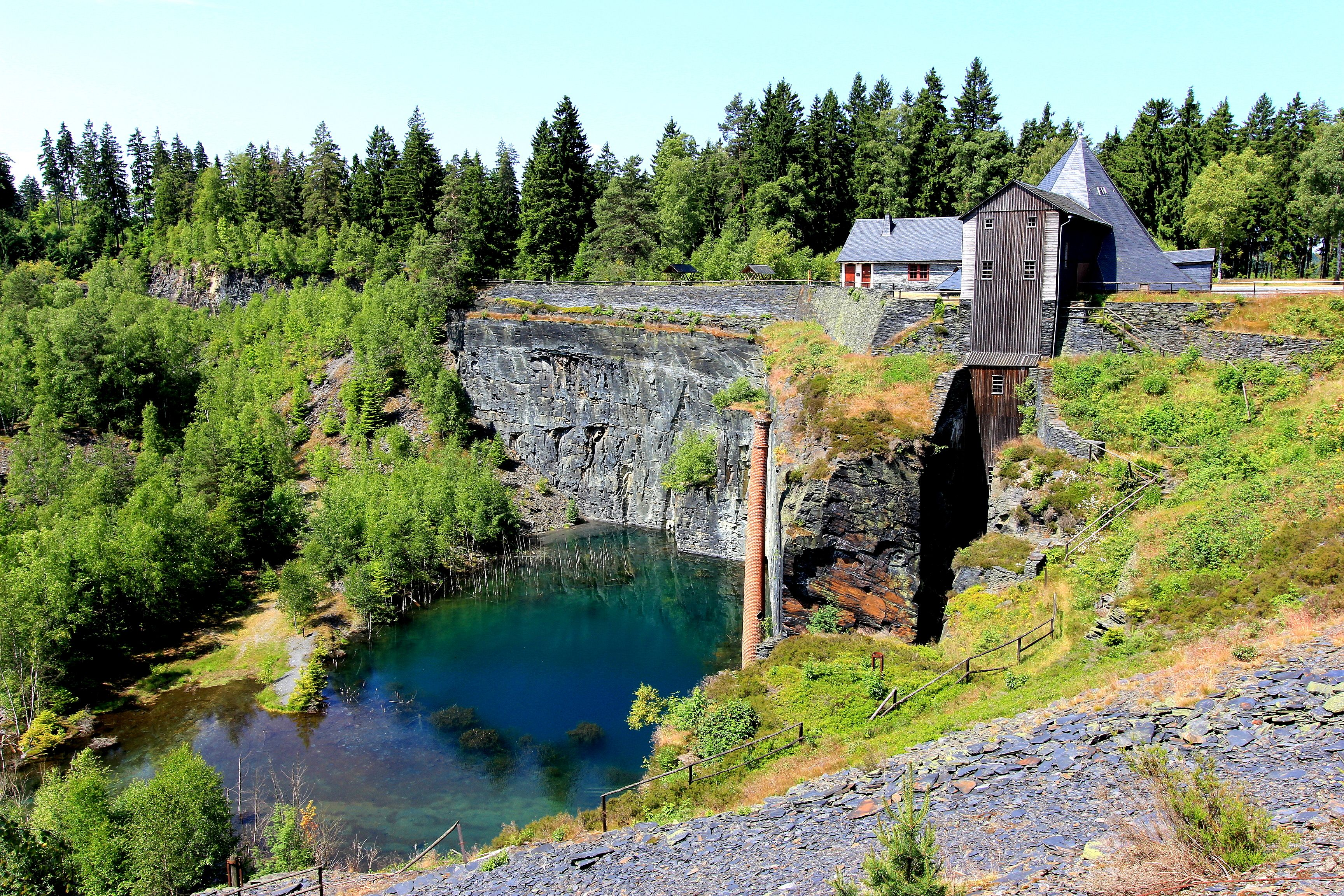
Pferdegöpel in Lehesten,
mit Schachtanlage und Schieferbruch

- In der Kirche St. Aegidien befindet sich im Vorraum die größte jemals in einem Stück gehauene Schiefertafel (308 × 253 cm).
- Im Schieferpark befindet sich Europas einziger erhaltener Pferdegöpel

## Wirtschaft und Infrastruktur

### Bergbau und Gewerbe

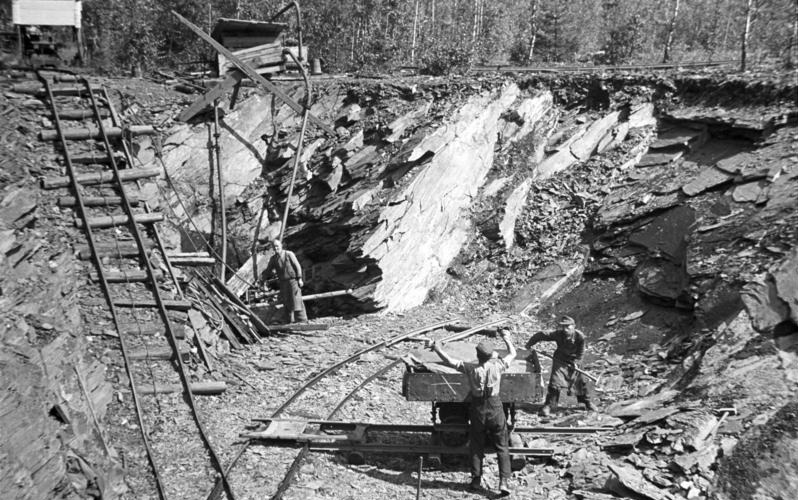
Schieferbruch Lehesten 1948

Wirtschaftliche Grundlage der Stadt war der ab Ende des 15. Jahrhunderts belegte Schieferabbau. Es existierten zwei große Schieferbrüche, der dem Herzogtum gehörende Herrschaftsbruch und der nach seinem Besitzer genannte Oertelsbruch. Die herzoglichen Schieferbrüche wurden Ende 1918 vom Freistaat Sachsen-Meiningen übernommen, bis sie 1920 in den Besitz des Landes Thüringen übergingen. Die Gewinnung wurde 1999 eingestellt. Die Lehestener Tagebaue gelten als die umfangreichsten des europäischen Festlandes und sind als Technisches Denkmal Historischer Schieferbergbau zugänglich.
In den Anfangsjahren der deutschen Teilung gab es die Besonderheit, dass in den Schiefergruben des Lehestener Reviers zeitweise auch bis etwa 300 Arbeiter aus den benachbarten Orten in Oberfranken beschäftigt waren, die überwiegend in D-Mark entlohnt wurden. Für den Berufsverkehr gab es eine Zeit lang eine Busverbindung über einen nahegelegenen Grenzübergang in der Nähe des Anwesens Ziegelhütte. Nach der weiteren Verschärfung des Grenzregimes an der innerdeutschen Grenze im Zusammenhang mit dem Bau der Berliner Mauer, bot man den zu diesem Zeitpunkt noch verbliebenen 72 Beschäftigten eine Weiterbeschäftigung an unter der Bedingung, dass sie mit ihren Familien in die DDR übersiedelten. Dieses Angebot wurde von niemandem angenommen, so dass die Arbeitsverhältnisse Mitte September 1961 endeten.
In der Folge der Schiefergewinnung entstand in Lehesten ein bedeutendes Dachdeckergewerbe mit der ältesten Dachdeckermeisterschule Deutschlands. Bis zum Bau der Eisenbahnstrecke nach Lehesten waren in der Stadt auch zahlreiche Fuhrunternehmen ansässig, deren überwiegendes Transportgut gleichfalls der Schiefer war (Schieferfuhrordnung von 1698).

### Verkehr
Lehesten liegt an der Thüringisch-Fränkischen Schieferstraße.
Am 1. Dezember 1885 wurde durch die Königlich Bayerischen Staatseisenbahnen die 7,6 km lange Bahnstrecke Ludwigsstadt–Lehesten eröffnet. Da nach Ende des Zweiten Weltkrieges die Strecke über die innerdeutsche Grenze zwischen Amerikanischer und Sowjetischer Besatzungszone verlief, wurde der Personenverkehr nicht mehr aufgenommen. Von 1947 bis 1951 gab es aber noch Güterverkehr zur Schieferabfuhr, bis am 11. Juli 1951 die Strecke durch die DDR endgültig geschlossen wurde.

## Persönlichkeiten

### Ehrenbürger
- Paul von Hindenburg (1847–1934), Generalfeldmarschall[11]

### Söhne und Töchter des Ortes
- Oskar Bulle (1857–1917), Schriftsteller und Lexikograf